# Franz Zastěra

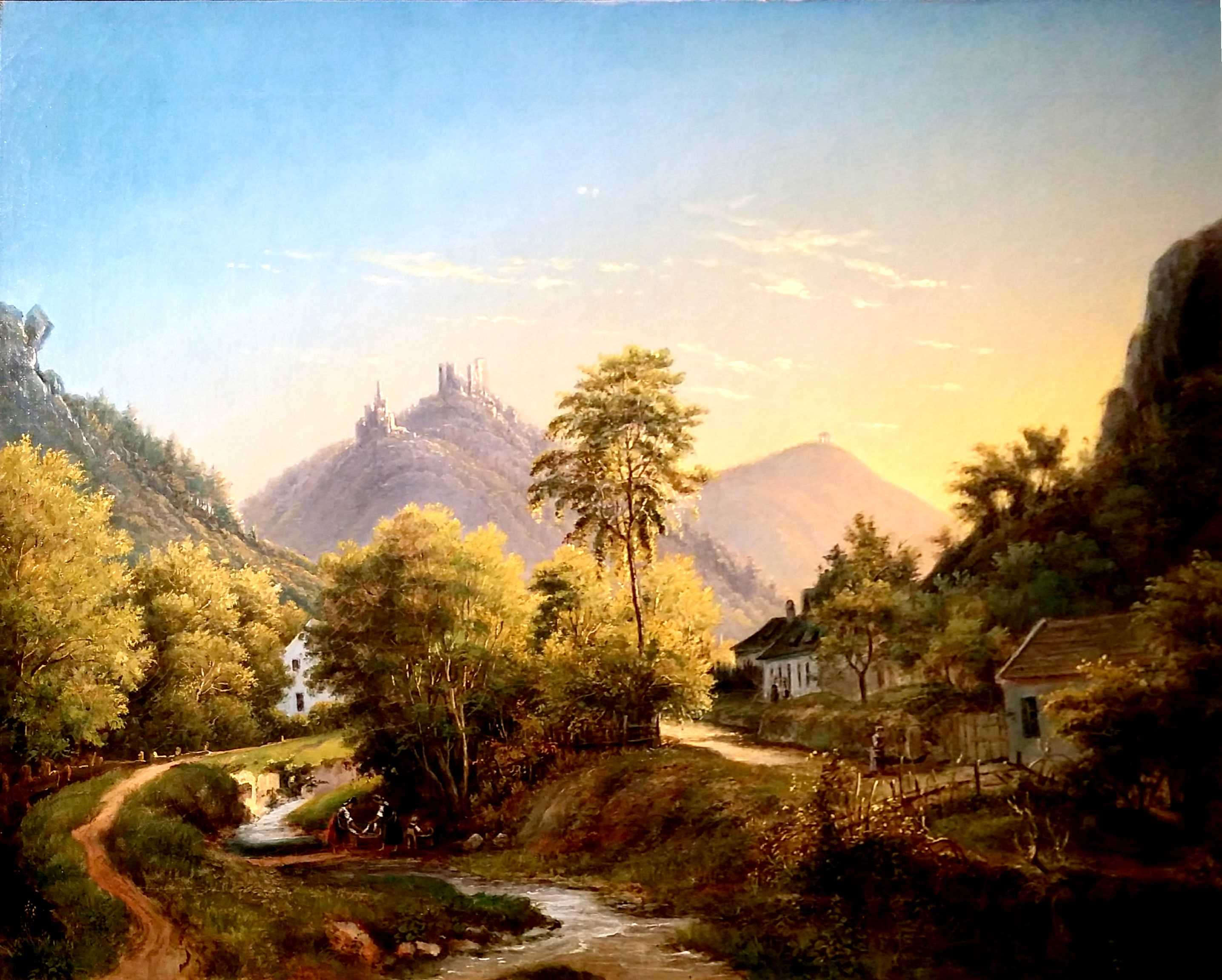
Das Bild zeigt die Klausen mit dem Blick zur Brühl bei Mödling in der Nähe Wiens am späten Nachmittag, im Hintergrund die Ruinen der Burg Mödling und der Husarentempel.

Franz Zastěra (auch Zastiera) (* um 1818 in Wien; † um 1880 in Stockerau) war ein österreichischer Landschaftsmaler und Kupferstecher.

## Leben
Franz Zastěra stellte 1835 und 1837 auf den Akademieausstellungen zu St. Anna Ölbilder und Aquarelle, besonders Landschaften, aus. Er schuf danach auch Stiche nach eigenen und fremden Vorlagen. Seine Aufenthaltsorte waren nicht bekannt, im Nachlass der Frau Schiller in Stockerau wurden 1890 Bilder und Stiche des Künstlers gefunden.

## Werke (Auswahl)
Ölbilder
- Mariahilfberg bei Gutenstein (Das Bild hängt im Sitzungssaal der Gemeinde Gutenstein)
- Brühl mit Burg Mödling

Stiche
- Ansicht des Schlosses Pottendorf
- Maria Theresia mit Kindern nach einem Bild von Carl Johann Nepomuk Hemerlein